# Dalhousie Castle

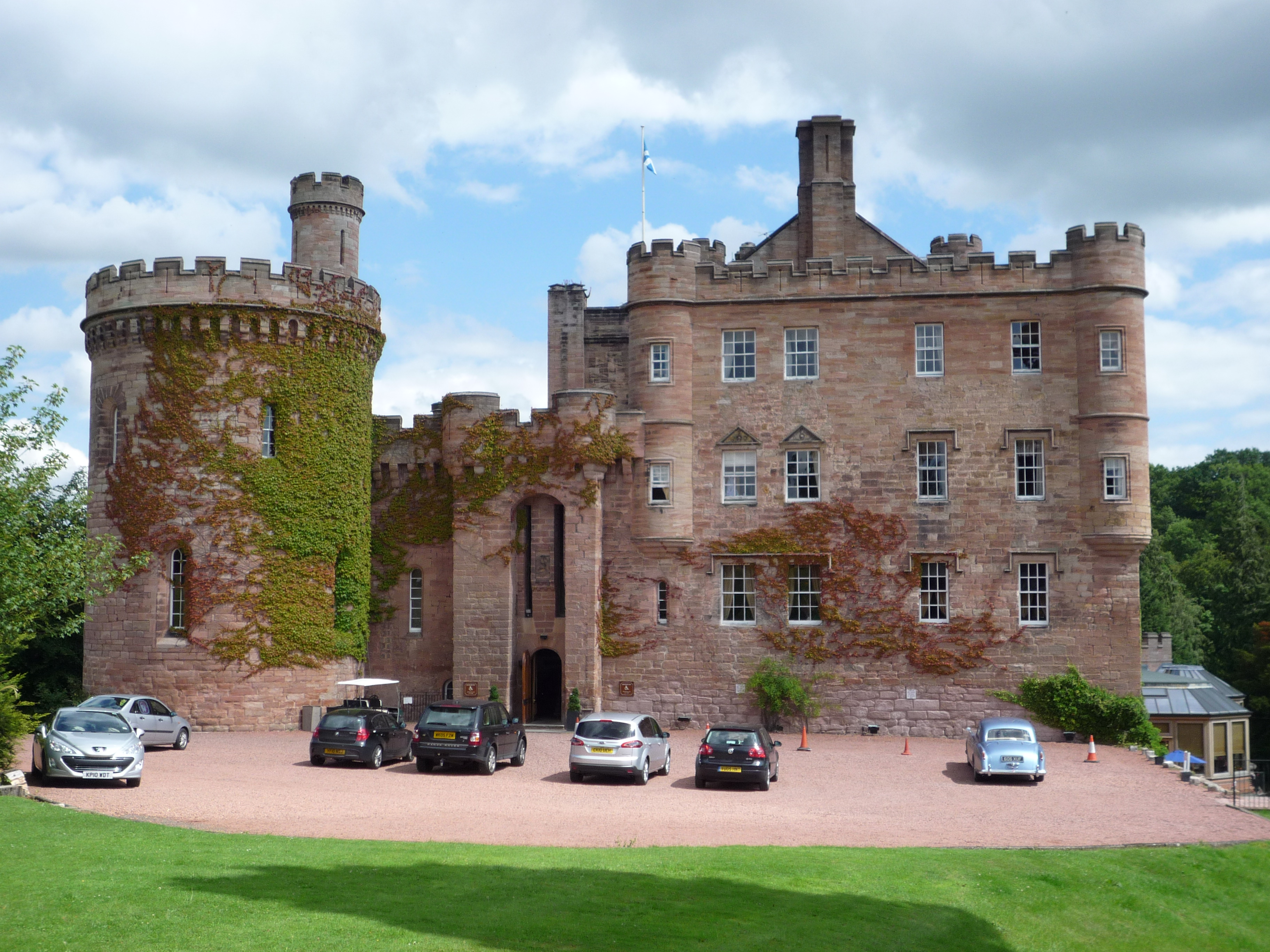
Dalhousie Castle

Dalhousie Castle ist ein Schloss in Midlothian, Schottland. Es liegt in der Nähe der Stadt Bonnyrigg, 13 Kilometer südlich von Edinburgh. Bis Anfang des 20. Jahrhunderts diente es als Stammsitz der Familie des Earls of Dalhousie.

## Geschichte
Schon im Jahr 1140 erwarb Simundus de Ramseia, ein französischer Adliger, Land im jetzigen Bereich des Schlosses. Um 1280 errichtete einer seiner Nachfahren den ersten Bergfried. Die ältesten Gebäude, die heute noch vorhanden sind, wurden um 1450 erbaut. Um etwa den Trommelturm zu errichten, verwendete man Steine aus dem Esk, einem Fluss an dessen Ufer das Schloss steht. Zugang erhielt man früher nur über eine Zugbrücke über den Burggraben, der jedoch Anfang des 20. Jahrhunderts zugeschüttet wurde. Etwa 1635 ließ William Ramsay, 1. Earl of Dalhousie eine Kurtine errichten. Unter George Ramsay, 8. Earl of Dalhousie wurde das Schloss in erheblichem Maße umgestaltet. Diese Umbauten wurden jedoch bereits vom Sohn des achten Earls, George Ramsay, 9. Earl of Dalhousie, mit Hilfe des Architekten William Burn wieder zurückgebaut und der ursprüngliche Zustand im Stil des Scottish Baronials größtenteils wiederhergestellt. Zu Beginn des 20. Jahrhunderts verlegte die Familie des Earls of Dalhousie den Stammsitz nach Brechin Castle. Ab diesem Zeitpunkt wurde Dalhousie Castle mehrfach verpachtet. Unter anderem beherbergte es ein Internat. Seit 1972 wird es als Hotel genutzt. Am 26. Juni 2004 brach im Hotel ein Feuer aus, das erhebliche Schäden verursachte. Im März 2012 kaufte Robert Parker das Hotel für geschätzte 5 Millionen Pfund.